# Parlamentswahl in Estland 1999
- M: 17
- EÜRP: 6
- K: 28
- EME: 7
- KE: 7
- RE: 18
- IL: 18

Die Parlamentswahl in Estland 1999 fand am Sonntag, dem 7. März 1999 statt. Es war die Wahl zum 9. Riigikogu der Republik Estland.

## Wahlsystem
Es wurden 101 Sitze im estnischen Parlament neu bestimmt. Die Legislaturperiode betrug vier Jahre. Es galt eine Fünf-Prozent-Sperrklausel. Gewählt wurde nach dem Verhältniswahlrecht.

## Wahlergebnis
Wahlsieger wurde die Estnische Zentrumspartei (K). Sie holte 23,4 Prozent der Stimmen und erhielt dadurch 28 Sitze im Parlament. Auf dem zweiten Platz landete mit 16,1 Prozent die Vaterlandsunion (IL). Drittstärkste Kraft wurde die Estnische Reformpartei (RE) mit 15,9 Prozent.
| Partei                            | Partei                                  | Stimmen | Stimmen | Stimmen | Sitze  | Sitze |
| Partei                            | Partei                                  | Anzahl  | %       | +/−     | Anzahl | +/−   |
| --------------------------------- | --------------------------------------- | ------- | ------- | ------- | ------ | ----- |
|                                   | Estnische Zentrumspartei (K)            | 113.378 | 23,4    | +9,2    | 28     | +12   |
|                                   | Vaterlandsunion (IL)                    | 77.917  | 16,1    | +8,2    | 18     | +10   |
|                                   | Estnische Reformpartei (RE)             | 77.088  | 15,9    | −0,3    | 18     | −1    |
|                                   | Die Moderaten (M)                       | 73.630  | 15,2    | +9,2    | 17     | +11   |
|                                   | Estnische Koalitionspartei (KE)         | 36.692  | 7,6     | —       | 7      | —     |
|                                   | Estnische Landvolkpartei (EME)          | 35.204  | 7,3     | —       | 7      | —     |
|                                   | Verfassungspartei (EUPP)                | 29.682  | 6,1     | +3,8    | 6      | +6    |
|                                   | Christliche Volkspartei Estlands (EKRP) | 11.745  | 2,4     | Neu     | —      | Neu   |
|                                   | Russische Partei in Estland (VEE)       | 9.825   | 2,0     | —       | —      | —     |
|                                   | Estnische Blaue Partei (ESE)            | 7.745   | 1,6     | +1,2    | —      | —     |
|                                   | Versammlung der Landwirte (PK)          | 2.421   | 0,5     | —       | —      | —     |
|                                   | Entwicklungspartei (AP)                 | 1.854   | 0,4     | Neu     | —      | Neu   |
|                                   | Unabhängige Kandidaten                  | 7.058   | 1,5     | +1,2    | —      | —     |
| Gesamt                            | Gesamt                                  | 484.239 | 100,0   |         | 101    |       |
| Gültige Stimmen                   | Gültige Stimmen                         | 484.239 | 98,4    | −0,7    |        |       |
| Ungültige Stimmen                 | Ungültige Stimmen                       | 8.117   | 1,6     | +0,7    |        |       |
| Wahlbeteiligung                   | Wahlbeteiligung                         | 492.356 | 57,4    | −11,7   |        |       |
| Nichtwähler                       | Nichtwähler                             | 364.914 | 42,6    | +11,7   |        |       |
| Wahlberechtigte                   | Wahlberechtigte                         | 857.270 |         |         |        |       |
| Quelle: Staatliche Wahlkommission |                                         |         |         |         |        |       |